# Claudiu Ciprian Tănăsescu

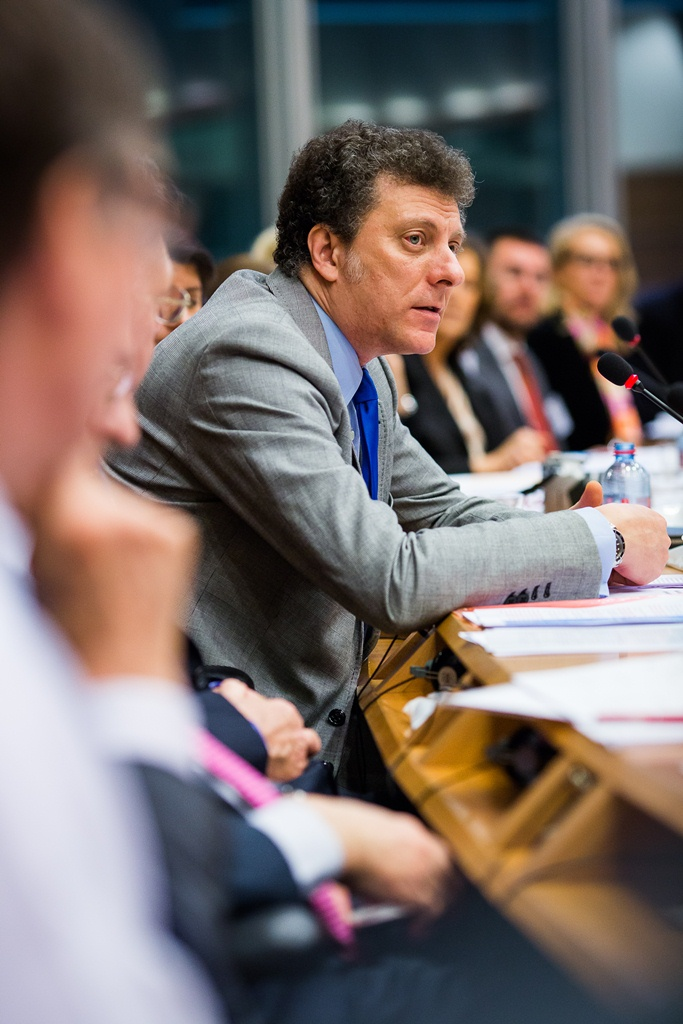
Claudiu Ciprian Tănăsescu, 2014

Claudiu Ciprian Tănăsescu (* 19. Juli 1965 in Bukarest) ist ein rumänischer Politiker.
Tănăsescu erwarb 1984 den Titel des Bachelors der Medizin an der Fachhochschule für Medizin in Bukarest und 1996 das Diplom als Arzt für Allgemeinmedizin an der Universität für Medizin und Pharmazie in Bukarest. Er arbeitete zunächst als medizinischer Assistent in einem Kinderkrankenhaus und der Notfallambulanz in Bukarest. Von 1997 bis 2008 war er Arzt für Allgemeinmedizin und stellvertretender Direktor am Universitätsklinikum Bukarest.
In den 1990er Jahren stieg Tănăsescu auch in das Mediengeschäft ein: Von 1990 bis 1996 war er Chefredakteur der Zeitschrift Umbrela sowie Herausgeber weiterer Zeitschriften, danach war er Generaldirektor bis 2008 beim Fernseh- und Radioproduktionsunternehmen Unicorn Productions, wo er verschiedene Fernseh- und Radioformate produzierte. Von 1997 bis 2005 war er auch Musikredakteur bei zwei Radiostationen.
Bei der Europawahl 2009 wurde Tănăsescu für die Partei Partidul România Mare in das Europäische Parlament gewählt. Ende 2010 wechselte er jedoch zur Partidul Social Democrat und schloss sich so auch der Sozialdemokratischen Fraktion an, nachdem er zuvor fraktionslos war.
Er ist Mitglied im Ausschuss für Umweltfragen, öffentliche Gesundheit und Lebensmittelsicherheit und in der Delegation für die Beziehungen zu Kanada. 
Als Stellvertreter ist er im Ausschuss für Kultur und Bildung.